# Světla Zetaru
Světla Zetaru (v anglickém originále The Lights of Zetar) je osmnáctý díl třetí řady seriálu Star Trek. Premiéra epizody v USA proběhla 31. ledna 1969, v České republice 1. srpna 2003.
V epizodě se vyskytuje Memory Alpha, malá planetka s datovou bankou Federace, sloužící k uchovávání historických záznamů. Právě podle této základny byla pojmenována Star Trek wiki – internetová encyklopedie Star Treku Memory Alpha.

## Příběh
Píše se hvězdné datum 5725.3 a USS Enterprise NCC-1701, vlajková loď Spojené federace planet, pod vedením kapitána Jamese T. Kirka míří na Memory Alpha, planetoid kde Federace zřídila centrální datové skladiště pro uchovávání historických záznamů. Na palubě je také nováček ve vesmíru, poručík Mira Romaine, která má být dopravena na Memory Alpha. Během cesty k této dívce najde velkou náklonnost pan Scott a společně tráví každou volnou chvilku.
Ještě před příletem na Memory Alpha se Enterprise setkává s neznámým jevem, nejblíže se podobajícím bouři. Když je loď zasažena silnými světly, Uhura to popisuje jako paralýzu svých rukou, zatímco Čechov popisuje neschopnost sklonit oči a pan Sulu zase možnost mluvit. Pan Spock je přesvědčený, že nešlo o přírodní úkaz, protože dosud není znám žádný, který by se mohl pohybovat rychlostí světla. Bouře záhy zamíří k Memory Alpha, kde je četná komunita studentů, pracovníků archivů a badatelů. Když entita planetoid opouští, Enterprise doráží na orbitu, aby zjistila, zdali někdo přežil, ačkoliv senzory nezaznamenávají známky života. Kromě jedné ženy výsadek nachází všechny již po smrti. Laborantka vydává tiché a jakoby zpomalené zvuky, zrovna tak jako při prvním setkáním s bouří „mluvila“ Mira. Ženě záhy začne z kůže prosvítat silné světlo a ihned poté umírá. Kapitán nechává zavolat Miru, která je zděšená a cítí, že se bouře vrací. Nikdo nechápe, jak to může tušit, ale po chvilce se ozve pan Sulu z Enterprise a potvrzuje, že entita má kurz zpět k Memory Alpha. Kirk dává rozkaz k transportu zpět na loď a nabrání kurzu pryč od blížící se světelné bouře. Když bouře dohání Enterprise, Kirk se snaží o kontakt s neznámou entitou. Protože nenásleduje žádná reakce, rozhodne se pálit phasery mimo jako varovný výstřel. Jakmile ale pan Sulu vypálí, zásah jakoby dostala Mira, která je se Scottym ve strojovně. Protože se světelné mračno stále blíží k lodi, Kirk nechává pálit přímo do středu tělesa. Když phaser zasáhne neznámý objekt, poručík Mira se chytne za břicho a omdlí. Scotty o tom informuje na můstek kapitána. Je rozhodnuto přerušit palbu a vzít Miru na ošetřovnu.
Při pozdějším zkoumání spojitosti mezi světelným úkazem a poručíkem Romainovou Dr. Leonard McCoy konstatuje, že se u poručíka liší srovnání původních a nových mozkových vln. Sám dodává, že tyto vzory mozkových vln mají být jedinečné jako DNA nebo otisky prstů. Spock navíc poukazuje, že podobné vlny jsou k vidění na grafu, který vysílá neznámá entita. Počítač po porovnání udává, že se křivky naprosto shodují. Scotty pak přiznává, že se mu Mira svěřila, že viděla předem události, kdy Enterprise přišla poprvé do styku s entitou, když entita napadla Memory Alpha, a také následné pronásledování Enterprise. Spolu pak dodávají, že viděla ještě jednu událost, a sice smrt pana Scotta. Jednání je přerušeno, když pan Sulu hlásí, že cizí bytost se opět blíží k lodi. Kirk má plán a všichni se ubírají ke gravitační komoře. Tam je dostihne světelná entita a vstupuje do poručíka Romainové. Skrze její ústa pak cizí tvorové promlouvají. Říkají, že pochází ze Zetaru a dlouhou dobu hledali tvora, přes nějž by mohli žít, mluvit a vidět. Kirk oponuje, že mají právo na svůj život, ale už ne na cizí. Cizí tvorové se s ním odmítají dál bavit. McCoy poznamenává, že hodnoty poručíka Romainové se začínají shodovat s hodnotami entity a brzy ji cizí tvor pohltí úplně. Jedinou šancí je dostat ji do gravitační komory. Pro to se rozhodne Scotty s odůvodněním, že jeho by Mira nezabila. Sice dostane energetický zásah, ale není vážně zraněn. Kirk se Spockem zvyšují v komoře tlak, ale McCoy varuje, že přesáhnutí hranice může zabít i poručíka Romainovou. Po několikanásobném zvýšení entita opouští tělo hostitelky. McCoy varuje, aby Spock snižoval tlak velmi pozvolna. Spock mu odvětí, že by to taky nemusela vydržet trpělivost pana Scotta.
Později je Kirk trochu překvapen, že Spock i McCoy se shodnou v tom, že nyní Romainové nejvíce pomůže práce na obnově základny Memory Alpha. I pan Scotty hlásí, že se Mira cítí dobře a je schopná služby. Kapitán nechává zadat kurz zpět na základnu a dodává, že to je poprvé, co se Spock, McCoy i Scotty na něčem shodli, a proto sám nemůže být v tak vzácný moment proti.